# Joshua Rowley
O Vice-Almirante Sir Joshua Rowley, 1º Baronete (1 de maio de 1734 – 26 de fevereiro de 1790) foi um oficial da Marinha Real Britânica que era o quarto filho do Almirante Sir William Rowley. Sir Joshua pertencia a uma antiga família inglesa, originária de Staffordshire (Inglaterra) e nasceu em 1 maio 1734. Rowley serviu com distinção em várias batalhas ao longo de sua carreira e foi altamente elogiado por seus contemporâneos. Infelizmente, embora sua carreira tenha sido frequentemente ativa, ele não teve a oportunidade de comandar engajamentos significativos e sempre seguiu em vez de liderar. Suas realizações foram, portanto, eclipsadas por seus contemporâneos como Keppel, Hawke, Howe e Rodney. Rowley, no entanto, permanece um dos comandantes firmes das paredes de madeira que mantiveram a Grã-Bretanha segura por tanto tempo.

## Início de carreira e a Batalha de Toulon
Ele entrou para a marinha e serviu no navio-almirante de seu pai HMS Stirling Castle e participou da batalha de Toulon, uma batalha que foi excepcionalmente controversa apesar de seu resultado inconclusivo e levou o Almirante Thomas Mathews e vários de seus Capitães a serem demitidos da Marinha Real. O Almirante William Rowley então se tornou Comandante-em-Chefe do Mediterrâneo até 1748. Joshua Rowley permaneceu com seu pai e foi promovido ao posto de tenente em 2 julho 1747. Em 1752, o nome de Rowley aparece mais uma vez servindo como tenente a bordo da fragata de 44 canhões de quinta categoria HMS Penzance. Em 4 dezembro 1753, ele foi promovido a capitão e recebeu o comando do navio de sexta categoria HMS Rye de 24 canhões. Em março de 1755, ele havia sido nomeado para o HMS Ambuscade, uma fragata de quinta categoria de 40 canhões que havia sido capturada dos franceses durante a Guerra da Sucessão Austríaca em 1746. No Ambuscade, ele foi anexado a um esquadrão sob o comando do Almirante Edward Hawke na Baía de Biscaia. Durante esse curto período, o esquadrão de Hawke capturou mais de 300 navios mercantes inimigos. Na época em que Hawke substituiu o infeliz Almirante John Byng em Minorca em 1756, Rowley havia sido transferido para o HMS Hampshire de 50 canhões.

## Batalha de Cartagena

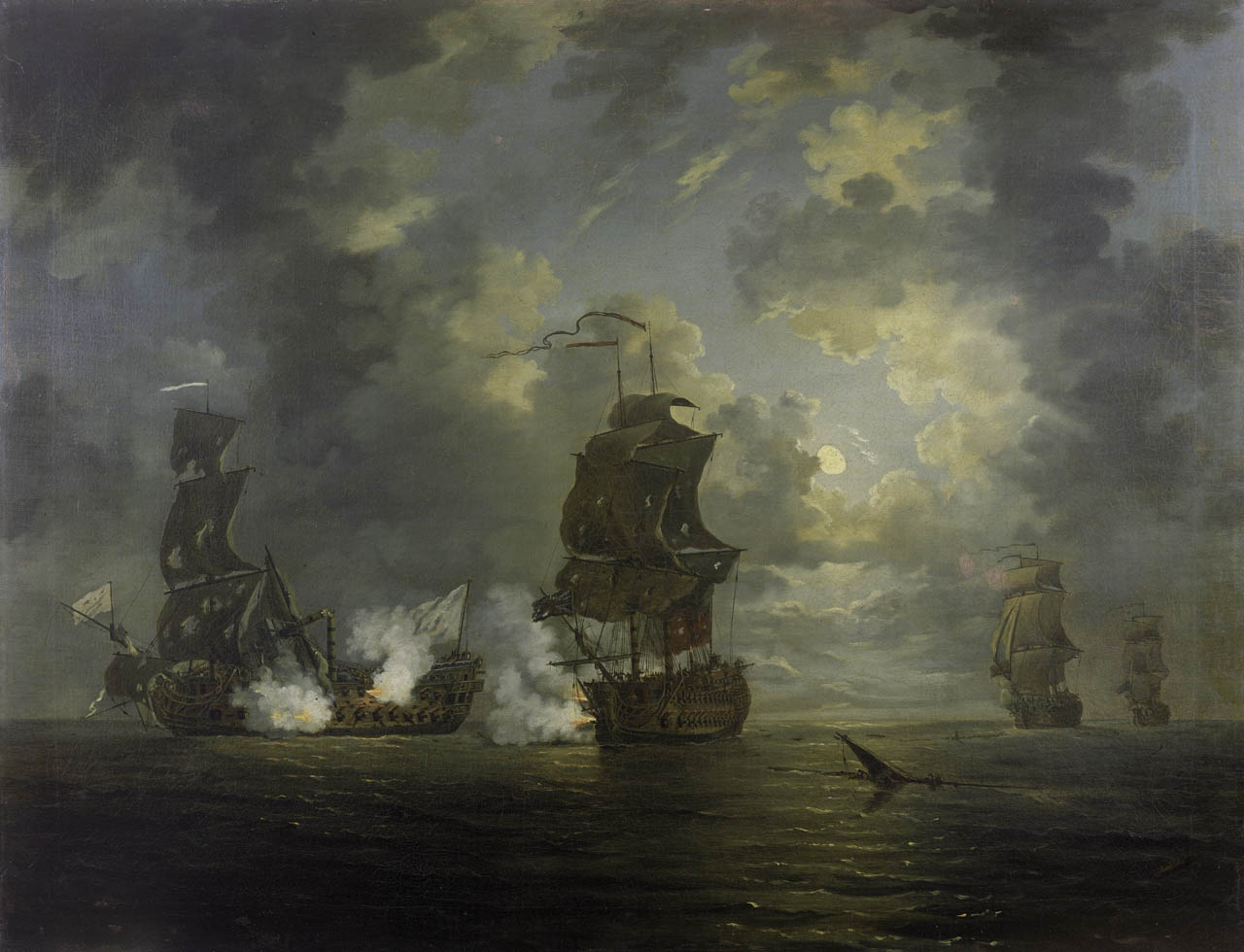
Batalha de Cartagena por Francis Swaine, Museu Marítimo Nacional

Em outubro de 1757, Rowley havia recebido a tarefa de comissionar o navio de quarta categoria de 60 canhões HMS Montagu. Uma vez lançado, ele se juntou à frota do Almirante Henry Osborn de 14 navios de linha no Mediterrâneo. Osborn estava na época bloqueando os franceses sob o comando do Almirante La Clue na cidade espanhola de Cartagena, impedindo-os de se juntarem à frota de Louisburg em Nova Escócia. O comando francês havia ordenado ao Marquês Duquesne que rompesse o bloqueio britânico e reforçasse La Clue e então, com superioridade numérica, saísse de Cartagena e seguisse para a América. Osborn interceptou Duquesne e seus três navios de linha e uma fragata. A ação subsequente ficou conhecida como a Batalha de Cartagena e ocorreu em 28 fevereiro 1758. O esquadrão de Osborn capturou dois dos navios de linha franceses e, sob os canhões do castelo espanhol, o navio francês de 60 canhões Oriflamme foi encalhado pelo Montagu e pelo Monarch. Embora a batalha não tenha sido particularmente grandiosa, a aniquilação das forças sob o comando de Duquesne teve dois efeitos distintos. Primeiro, a batalha restaurou muito do orgulho que havia sido drenado da marinha após várias derrotas, incluindo as de Toulon e Minorca. Em segundo lugar, o cerco de Louisburg e sua rendição levaram os franceses a serem marginalizados como uma potência significativa na América do Norte. A batalha pode, portanto, ser considerada pelos britânicos como uma das realizações definidoras da Guerra dos Sete Anos. Se La Clue tivesse conseguido romper o rigoroso bloqueio de Osborn, o mapa moderno da América do Norte poderia parecer bastante diferente.

## Batalha de Saint Cast
Rowley se juntou à frota do Almirante Anson no canal em 1758 e participou das fatídicas expedições ao longo da costa da França.
A expedição, que ocorreu durante o início de setembro de 1758, foi um empreendimento massivo. As forças navais da Grã-Bretanha estavam sob o comando do Almirante Lord Anson, secundado pelo Comodoro Howe. As forças terrestres da Grã-Bretanha eram comandadas pelo Tenente-General Thomas Bligh. Estas incluíam vinte e dois navios de linha com nove fragatas e o esquadrão do Comodoro Howe de um navio de terceira categoria, quatro navios de quarta categoria, dez fragatas, cinco sloops, dois brulotes, dois morteiros, cem transportes, vinte navios de apoio, dez navios de abastecimento e dez escunas. As forças terrestres consistiam em quatro brigadas de infantaria e algumas centenas de cavalaria Dragões Ligeiros, totalizando mais de 10 000 soldados.
Inicialmente, a expedição teve considerável sucesso capturando o porto de Cherbourg. Os britânicos destruíram o porto, as docas e os navios abrigados lá, levando ou destruindo considerável material de guerra e mercadorias. Tropas francesas de cidades e vilas vizinhas começaram a se mover em direção a Cherbourg e a expedição britânica reembarcou para atacar Saint-Malo em 5 setembro, mas descobriu-se que estava muito bem defendida. O clima agora virou contra os britânicos também e foi decidido que seria mais seguro reembarcar as forças terrestres mais a oeste na baía de Saint Cast, perto da pequena vila de Saint Cast. A frota navegou à frente enquanto o exército marchava por terra em 7 setembro, envolvendo-se em escaramuças nos dias 7, 8 e 9. Em 10 setembro, os Guardas Coldstream foram enviados à frente para Saint Cast para coletar provisões e escoltá-las de volta ao exército. O Tenente-General Bligh com o exército acampou em Matignon, a cerca de 3 milhas de Saint Cast.
Durante esse tempo, Richelieu, comandante militar da Bretanha, havia reunido cerca de 12 batalhões de infantaria. Além dessas forças, o exército francês, somando 8 000 ou 9 000 homens, sob o comando de campo do Marquês d'Aubigné, marchava rapidamente em direção a Saint Cast vindo de Brest. Bligh levantou acampamento às 3h da manhã do dia 11 setembro e chegou à praia de Saint Cast antes das 9h, mas o embarque foi muito lento. Praticamente nenhum soldado havia embarcado quando os franceses apareceram e começaram um canhoneio da praia. Seguiu-se uma grande confusão e, à medida que o pânico se instalava entre os britânicos, as forças francesas desceram por um caminho coberto até a praia e implantaram três brigadas em linha com uma quarta na reserva. As cinco fragatas e os morteiros tentaram cobrir a retirada britânica e seu fogo desordenou e fez recuar a linha francesa por um tempo. No entanto, as baterias de artilharia francesas estavam bem-posicionadas em terreno mais alto e afastaram as fragatas e afundaram três barcos de desembarque cheios de soldados, e outros barcos de desembarque foram destruídos na praia. A retaguarda tentou um contra-ataque durante o qual os Guardas Granadeiros se romperam e debandaram. Segundo Fortescue, dos 1 400 homens que permaneceram na retaguarda, 750 oficiais e soldados foram mortos e feridos... o resto da retaguarda foi feito prisioneiro". O Capitão Rowley foi ferido e foi deixado na praia. Junto com os capitães Maplesden, Paston e Elphinstone, ele foi feito prisioneiro na praia.
Com a enorme perda de vidas e equipamentos militares, a batalha encerrou as esperanças britânicas de uma invasão da Bretanha durante a Guerra dos Sete Anos. A batalha foi um constrangimento tanto para o Exército quanto para a Marinha britânica.

## Batalha da Baía de Quiberon

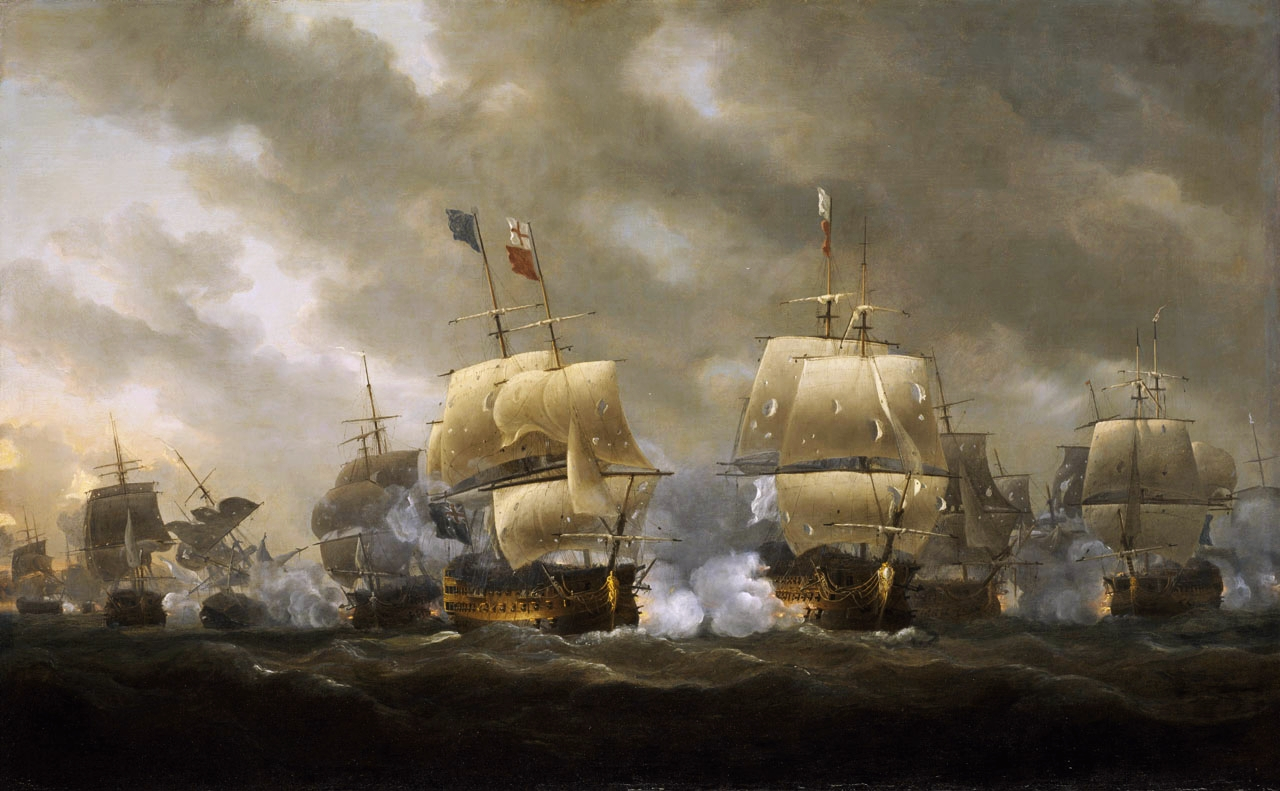
A Batalha da Baía de Quiberon, Nicholas Pocock, 1812. Museu Marítimo Nacional

No final de outubro de 1759, Rowley havia sido trocado pelos franceses por seus próprios prisioneiros que estavam detidos pelos britânicos (uma prática comum da época) e estava novamente no comando do Montagu. Ele foi novamente designado para o esquadrão do Almirante Hawke e estava com a frota com Hawke fora de Brest e na Batalha da Baía de Quiberon. Os franceses tinham planos de invadir a Escócia e haviam recebido ordens de romper através dos navios britânicos de bloqueio e coletar transportes para a invasão. Em 20 novembro, 23 navios do esquadrão de Hawke que haviam se abrigado das tempestades sazonais em Torbay alcançaram e atacaram 21 Navios de Linha sob o comando do Almirante Conflans na Baía de Quiberon. A própria baía é infame devido a seus numerosos e ocultos bancos de areia e condições variáveis de vento e clima. A batalha foi travada diretamente através dos perigosos bancos de areia e os britânicos perderam dois navios encalhados nos bancos de areia e os franceses perderam seis, com outro sendo capturado com sucesso. A batalha foi descrita por vários historiadores posteriores como o "Trafalgar" da Guerra dos Sete Anos. Os riscos de levar uma frota tão grande para os perigosos bancos de areia da baía com as tempestades do Atlântico se abatendo sobre eles separaram Hawke de muitos de seus contemporâneos e mostraram não apenas seu ousado gênio, mas a confiança que ele inspirava em seus subordinados. Os franceses ficaram igualmente impressionados com a ousadia e audácia dos comandantes navais britânicos e levou muitos anos para que se recuperassem.

## Índias Ocidentais e Dever de Comboio
Em 1760, ele partiu com o Comodoro Sir James Douglas para as Índias Ocidentais, onde participou da expedição contra Dominica que desembarcou o General Rollo e forçou a ilha à capitulação em 7 junho após um dia de luta.
Em novembro de 1760, Rowley mudou-se para o navio de terceira categoria de 74 canhões HMS Superb. Ele acompanhou um comboio da Companhia das Índias Orientais naquele ano e retornou à Inglaterra. Em 1762, com duas fragatas, HMS Gosport, sob o comando do jovem Capitão John Jervis, e HMS Danae, em companhia, ele levou outro comboio de comércio das Índias Orientais e Ocidentais para o oeste, e protegeu-o com sucesso do esquadrão do Comodoro de Ternay. "Tão altamente, no entanto, foi sua conduta aprovada, pela Companhia das Índias Orientais, e pelos comerciantes de Londres das Índias Ocidentais, que eles lhe presentearam com um elegante epergne e prato de prata". Foi durante esse período que Rowley tomou um interesse particular na carreira do aspirante Erasmus Gower, nomeando-o para tenente interino e recomendando ao Almirantado que Gower servisse em empréstimo à Marinha Portuguesa. A subsequente carreira distinta de Gower carregou todas as marcas da influência de Rowley.
Após vários anos em terra, em outubro de 1776, Rowley foi nomeado para o navio de 74 canhões HMS Monarch, no qual no início de 1778 escoltou alguns transportes para Gibraltar.

## Batalha de Ushant
Em seu retorno à Inglaterra, ele foi anexado à frota sob o comando do Almirante Keppel, a quem ele havia visto pela última vez liderando a vanguarda na Batalha da Baía de Quiberon no HMS Torbay. Foi com Keppel, em 27 julho 1778, que Rowley liderou a vanguarda (no bordo de estibordo) na Primeira Batalha de Ushant. O Monarch teve dois mortos e nove feridos. Mais uma vez, Rowley esteve envolvido em uma batalha que terminou de forma ambígua e, no entanto, causou grande agitação e ramificações políticas e navais. Como consequência da batalha, Keppel renunciou ao seu comando após uma corte marcial absolvê-lo. O Almirante Hugh Palliser também foi submetido a uma corte marcial e foi fortemente criticado, levando à sua renúncia como membro do parlamento.

## Batalhas de Granada e Guadalupe
No final de 1778, Rowley mudou-se para o navio de 74 canhões HMS Suffolk e foi enviado para as Índias Ocidentais com um galhardete largo de comodoro no comando de um esquadrão de sete navios, como reforço ao Almirante John Byron, a quem ele se juntou em Santa Lúcia em fevereiro de 1779. Em 19 março, ele foi promovido a contra-almirante da divisão azul. Em 6 julho 1779, Rowley mais uma vez liderou a divisão de vanguarda contra o Almirante d'Estaing. A batalha foi um empate e fez pouco para mudar o curso da guerra que já estava entrando em suas fases finais.
Mais tarde naquele ano, Rowley capturou duas fragatas francesas e um sloop-of-war. Eram eles, la Fortunée (42 canhões), la Blanche (36 canhões) e l'Ellis (28 canhões). Rowley também liderou seu esquadrão para capturar um grande comboio francês, vindo de Marselha, ao largo de Martinica.

## Rodney e a Batalha de Martinica

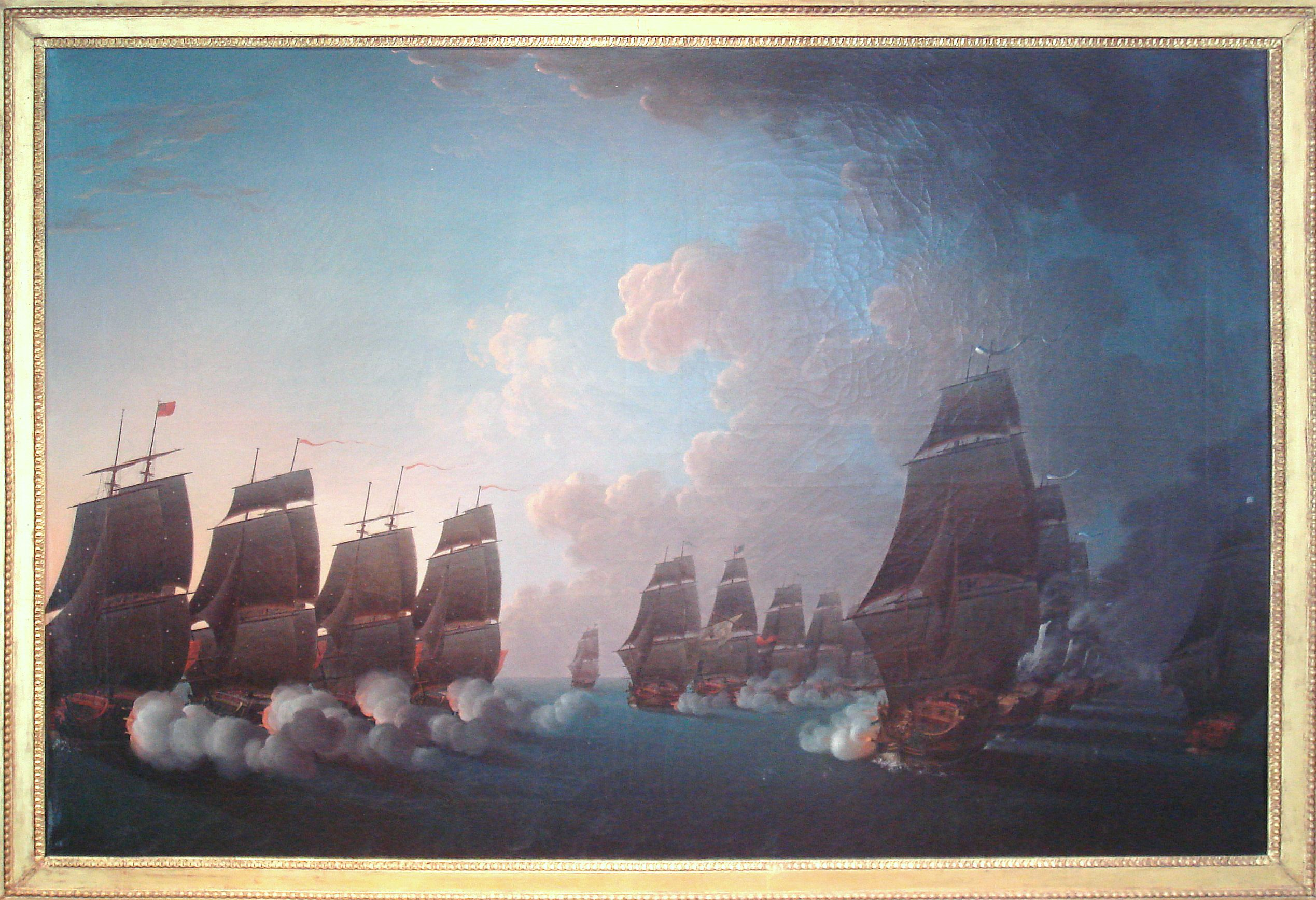
Batalha de Martinica 17 abril 1780

Quando o Almirante Sir George Rodney chegou da Inglaterra para comandar a estação, Rowley transferiu sua bandeira para o navio de 74 canhões HMS Conqueror no qual comandou a divisão de retaguarda na ação ao largo de Martinica em 17 abril contra o conde de Guichen e a vanguarda nos dois outros engajamentos de impasse de 15 e 19 maio. As três batalhas foram inconclusivas e quando a temporada de furacões chegou, de Guichen retornou à Europa e Rodney enviou Rowley para a Jamaica com dez navios de linha para reforçar Sir Peter Parker, pois havia uma ameaça iminente à colônia pelos espanhóis.

## Comandante-em-Chefe da Jamaica
Em 1782, Rowley sucedeu ao comando da Estação da Jamaica, um posto que ele ocupou até o fim da Guerra de Independência dos Estados Unidos. Rowley havia provado ao longo de sua carreira que era tanto corajoso quanto um oficial muito capaz e, no entanto, os sucessos de outros comandantes da estação da Jamaica haviam estabelecido um precedente extraordinário que ele não conseguiu igualar em seu breve tempo lá. Ele também foi instrumental na correspondência com Henry Christophe do Haiti com o objetivo de tentar trazer paz ao Reino do Haiti. Rowley, posteriormente, retornou à Inglaterra em 1783 e não foi nomeado para outro comando. Em 10 junho 1786, ele foi honrado com um (baronato - com o título hereditário de Sir Joshua Rowley, Bt. de Tendring Hall, Suffolk), foi promovido em 24 setembro 1787 ao posto de Vice-Almirante da Branca. Ele morreu em sua casa, Tendring Hall em Suffolk, em 26 fevereiro 1790.

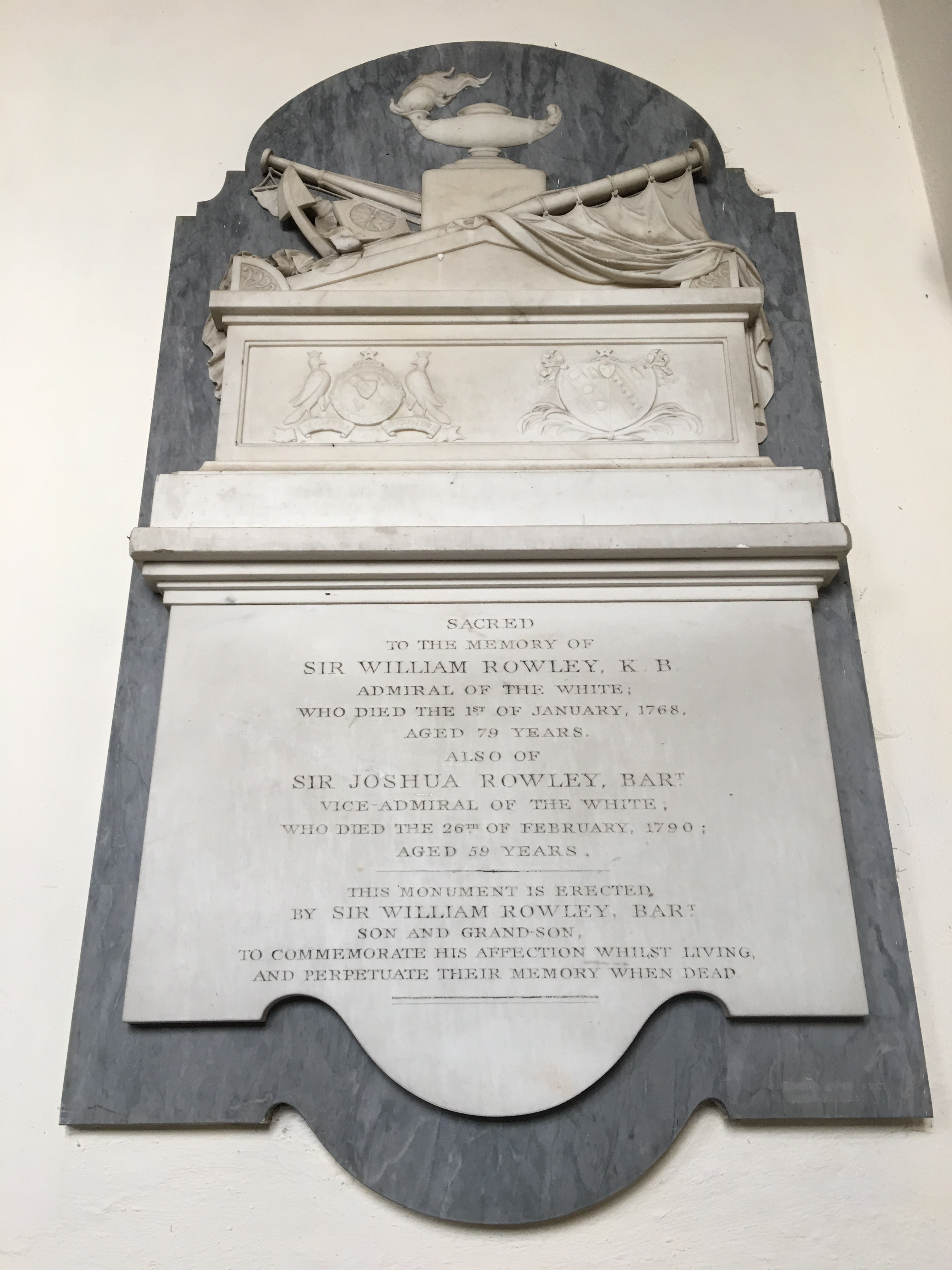
Memorial a Joshua Rowley na igreja de St Mary, Stoke-by-Nayland, Suffolk

## Família

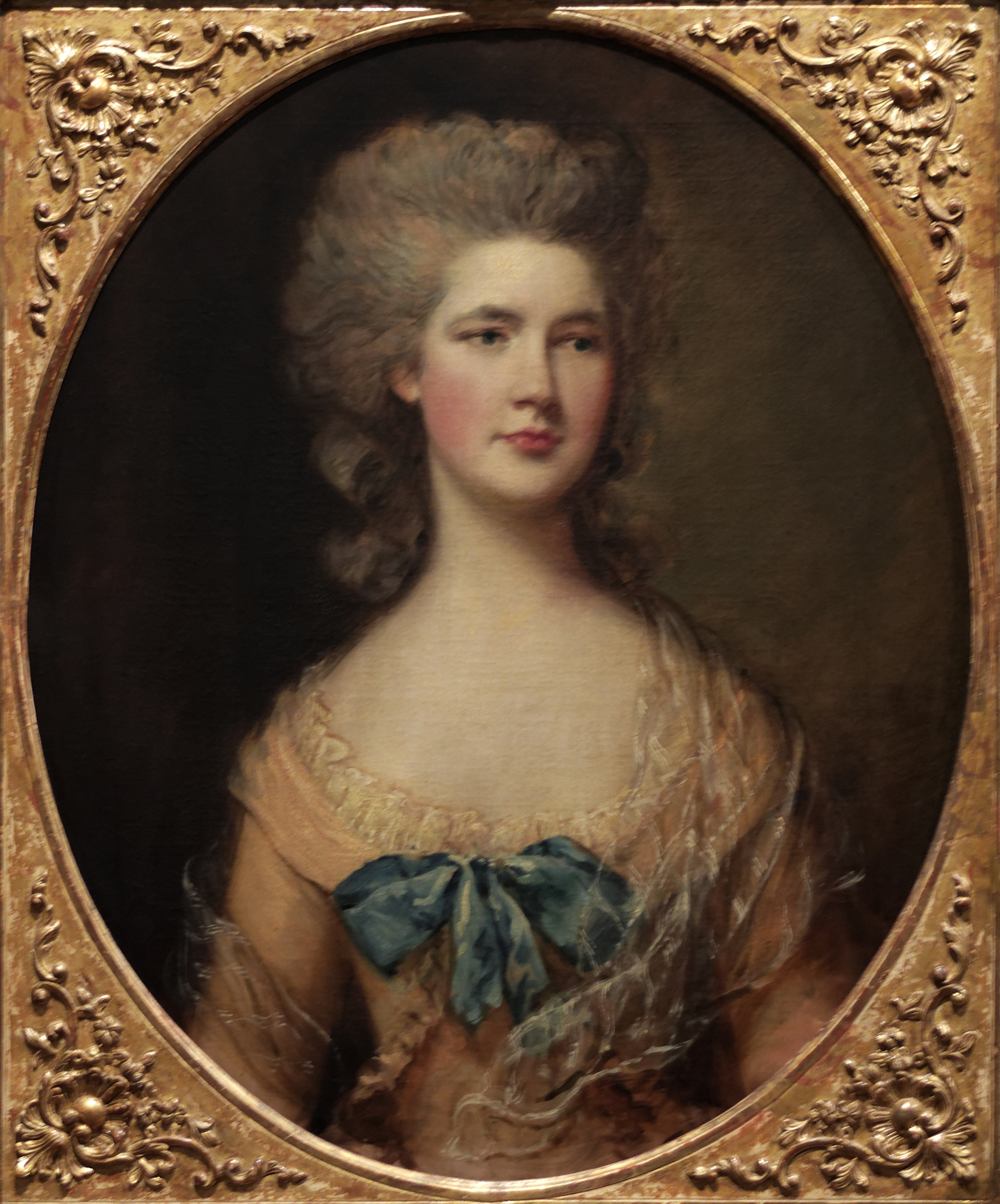
Senhorita Philadelphia Rowley, Thomas Gainsborough (ca 1783)

Rowley casou-se em 1759 com Sarah Burton, filha de Bartholomew Burton, Governador do Banco da Inglaterra, e apesar de seu serviço ativo, os dois tiveram uma família numerosa:
- Sarah Rowley
- Arabella Rowley
- Sir William Rowley, 2º Baronete, Membro do Parlamento por Suffolk 1812–1830, Alto Xerife de Suffolk em 1791
- Philadelphia Rowley, casou-se com o Almirante Sir Charles Cotton
- Almirante Bartholomew Samuel Rowley, que também serviu como Comandante-em-Chefe da Estação da Jamaica
- Reverendo Joshua Rowley
- Almirante Sir Charles Rowley.[29]